# Racing Strijpen
Racing Strijpen is een Belgische voetbalclub gevestigd in Zottegem, deelgemeente Strijpen. Het is een provinciale club die momenteel in de 4e provinciale klasse speelt. De club werd opgericht in 1970. De terreinen werden aangelegd in de jaren 80 op de Hagelenberg; in 2002 werd de club daarvoor door een buur voor de rechter gedaagd . De club is opgericht in 1970, en is aangesloten bij KBVB Voetbal Vlaanderen met stamnummer 7434.

## Afbeeldingen

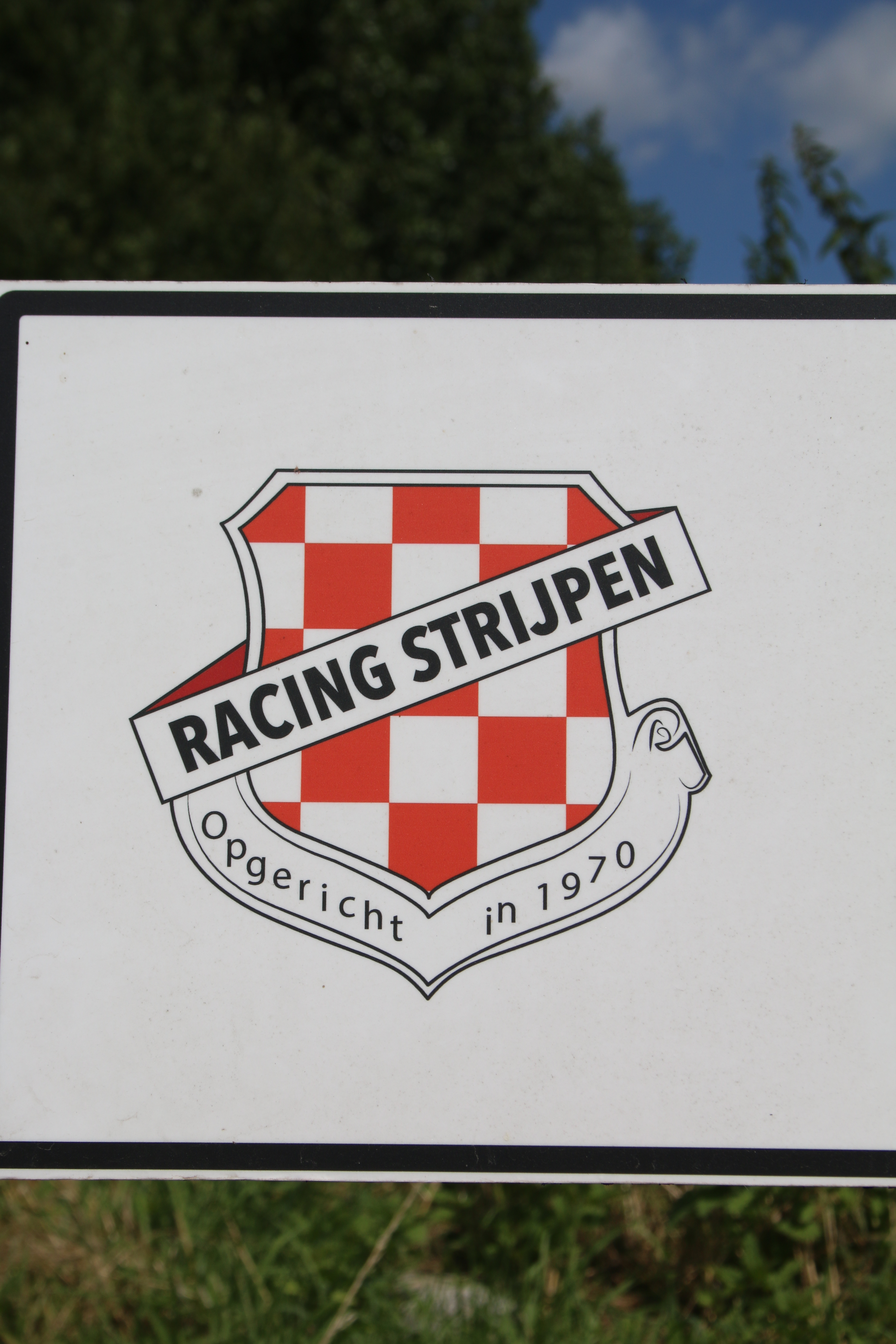
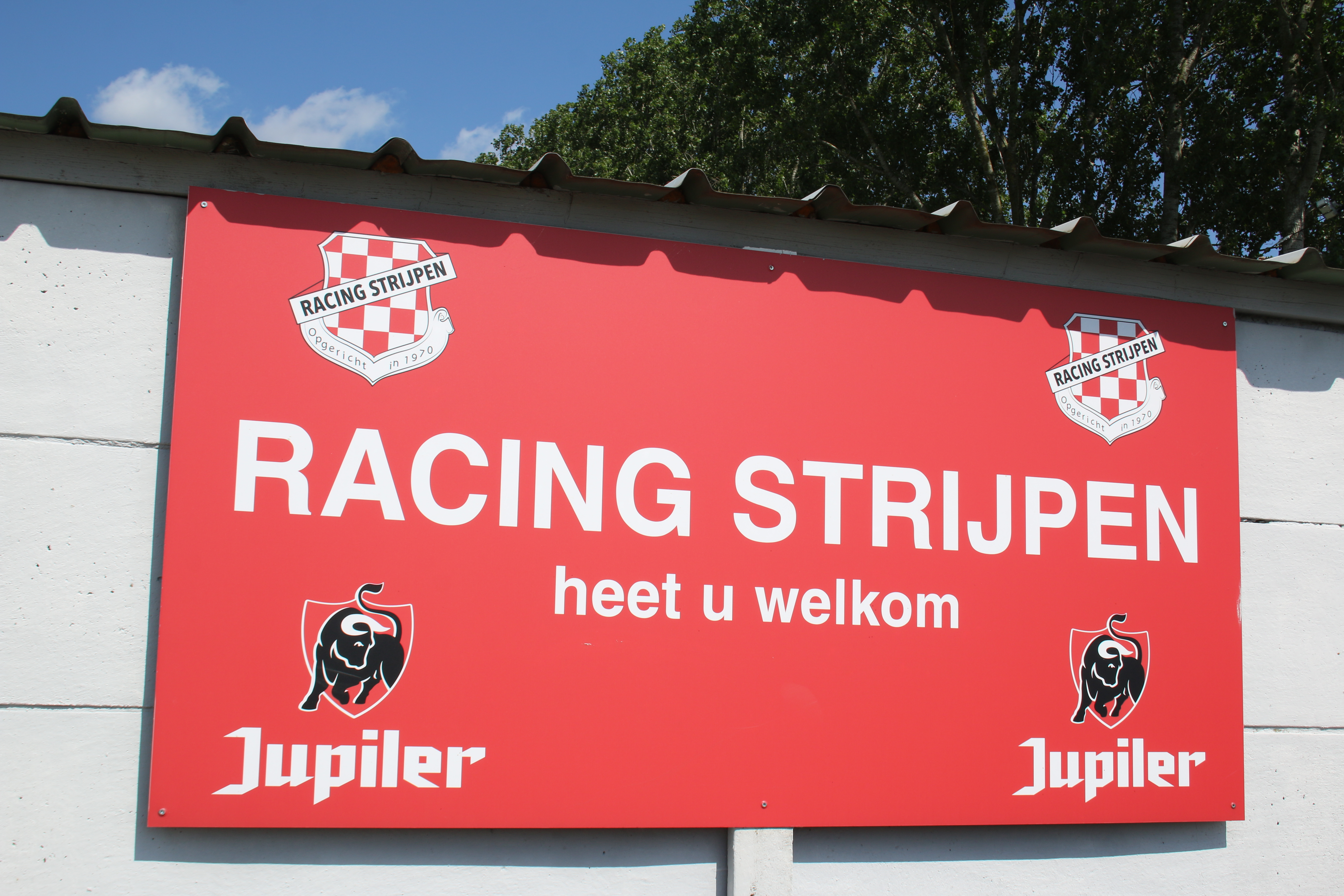
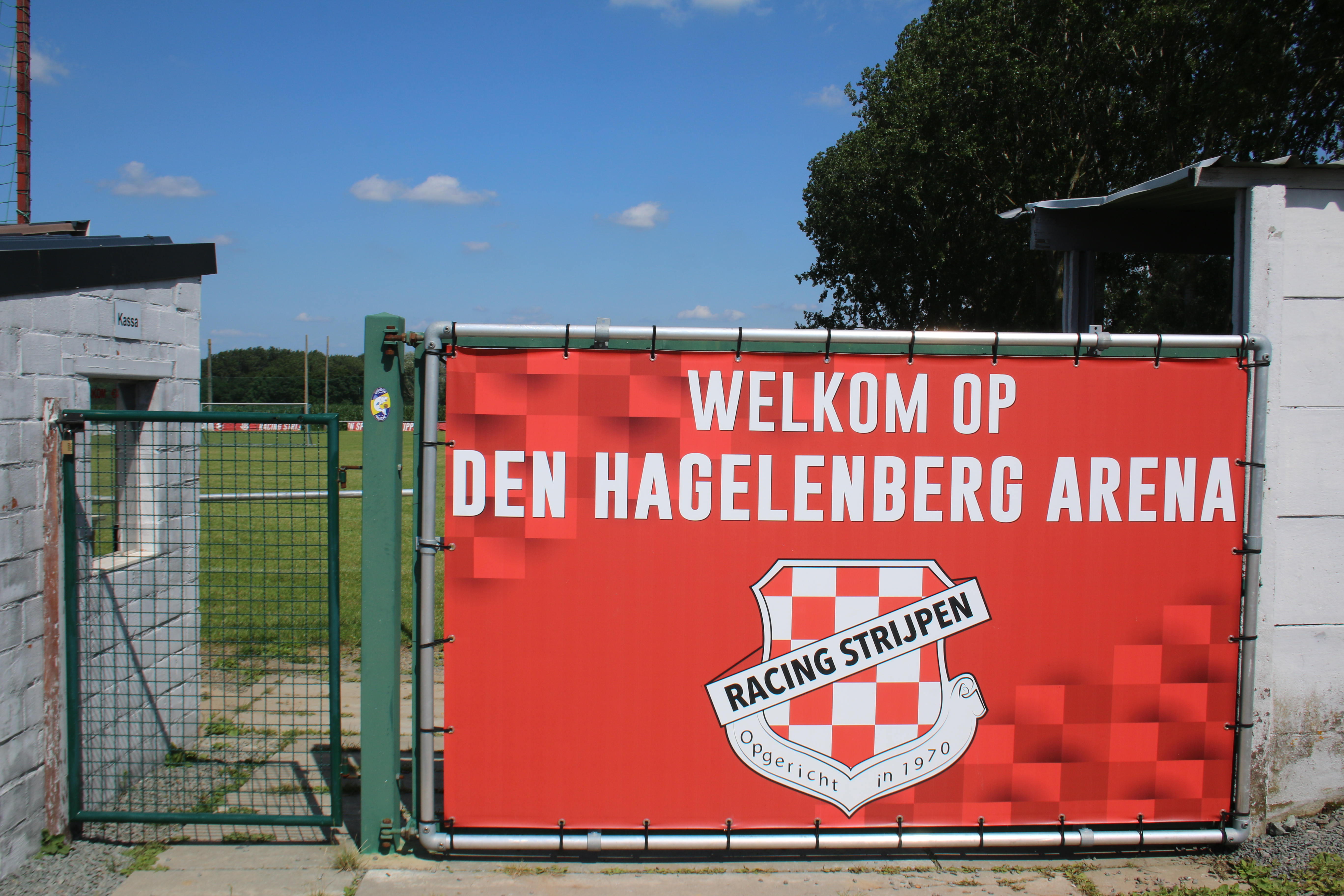

## Bekende spelers
- Nicky Evrard [2].
- Tim Matthys
- Dave Dubelloy